# Sendefunkstelle Elmshorn

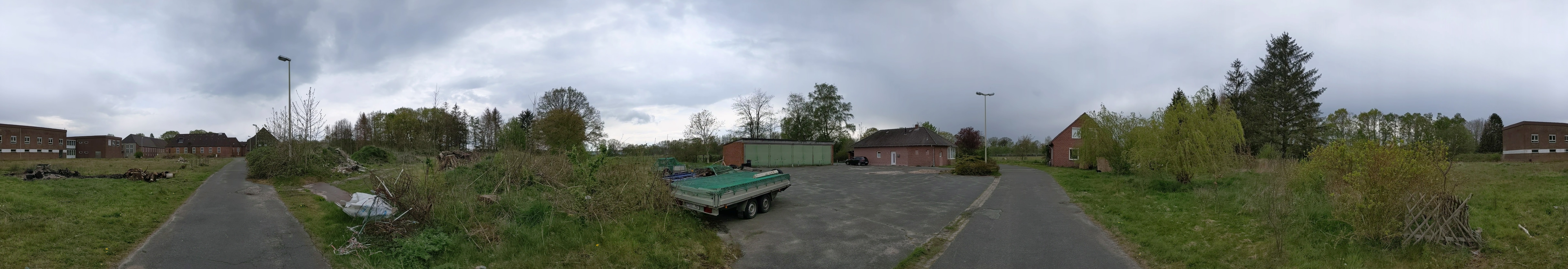
Panoramaansicht der Verwaltungs- und Technikgebäude

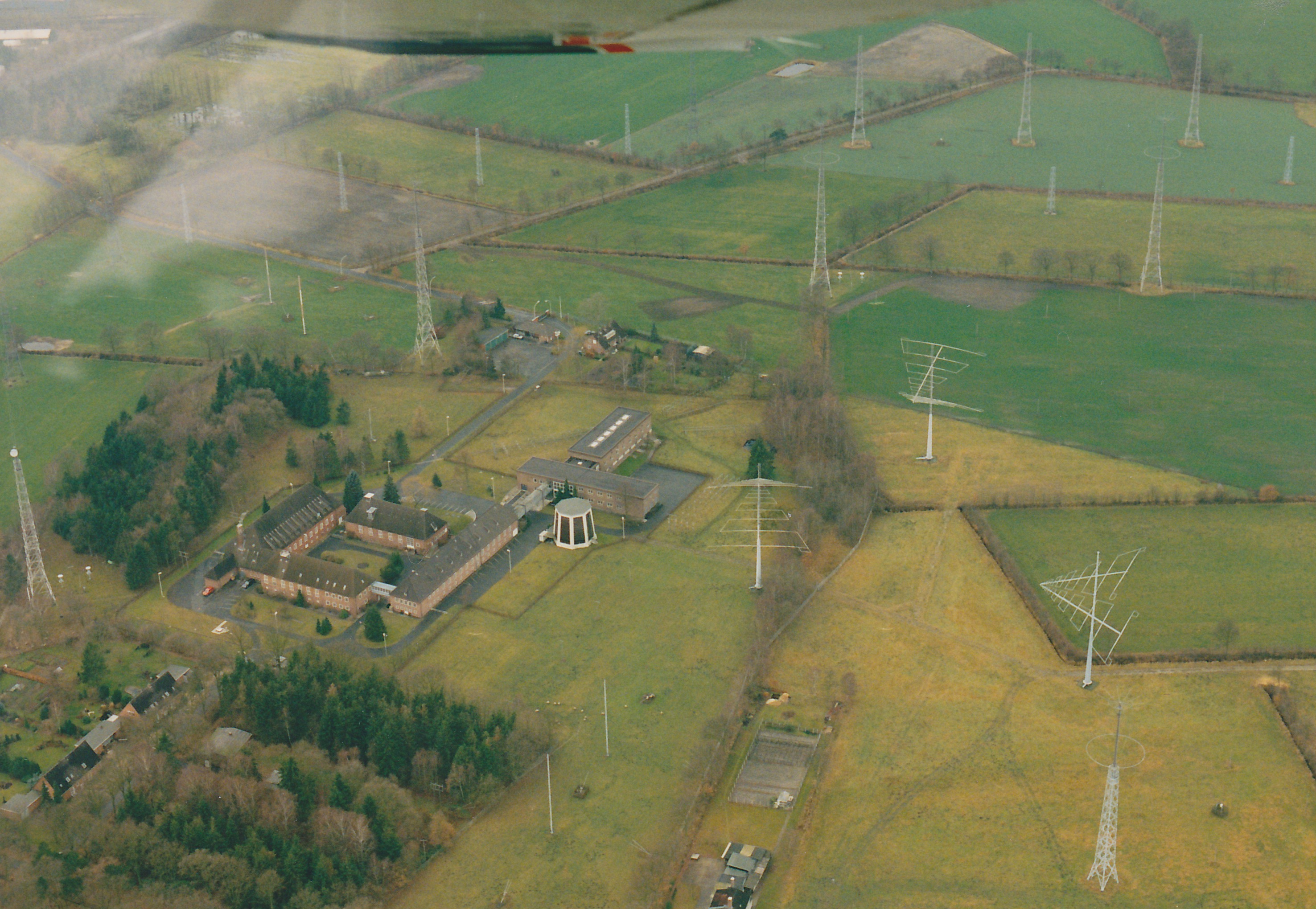
Luftaufnahme aus dem Jahre 1992

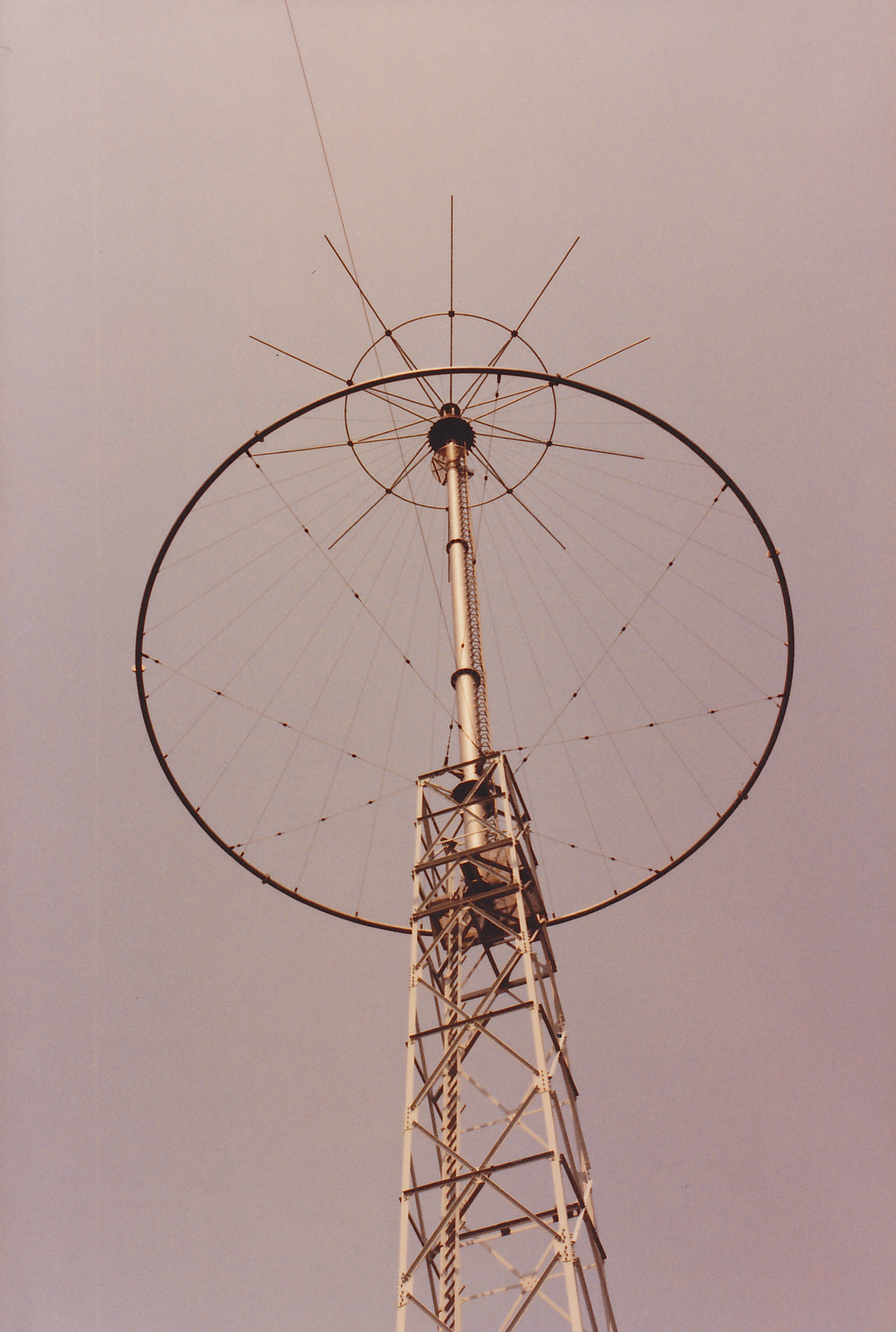
Diskon Antenne auf dem Gelände der Sendefunkstelle Elmshorn

Die Übersee-Sendefunkstelle Elmshorn (auch „Sendefunkstelle Sibirien“) war eine Sendeanlage der Deutschen Reichspost, später Deutschen Bundespost, die 1942 in Betrieb ging und im Frequenzbereich der Kurzwelle betrieben wurde. Bis zur deutschen Kapitulation im Mai 1945 diente sie als Rundfunksendestelle im Rundfunkdienst und in der Nachkriegszeit als Küstenfunkstelle im mobilen Seefunkdienst.
Für das Gegensprechen bei vermittelten Seefunkgesprächen diente die Übersee-Funkempfangsstelle Lüchow.

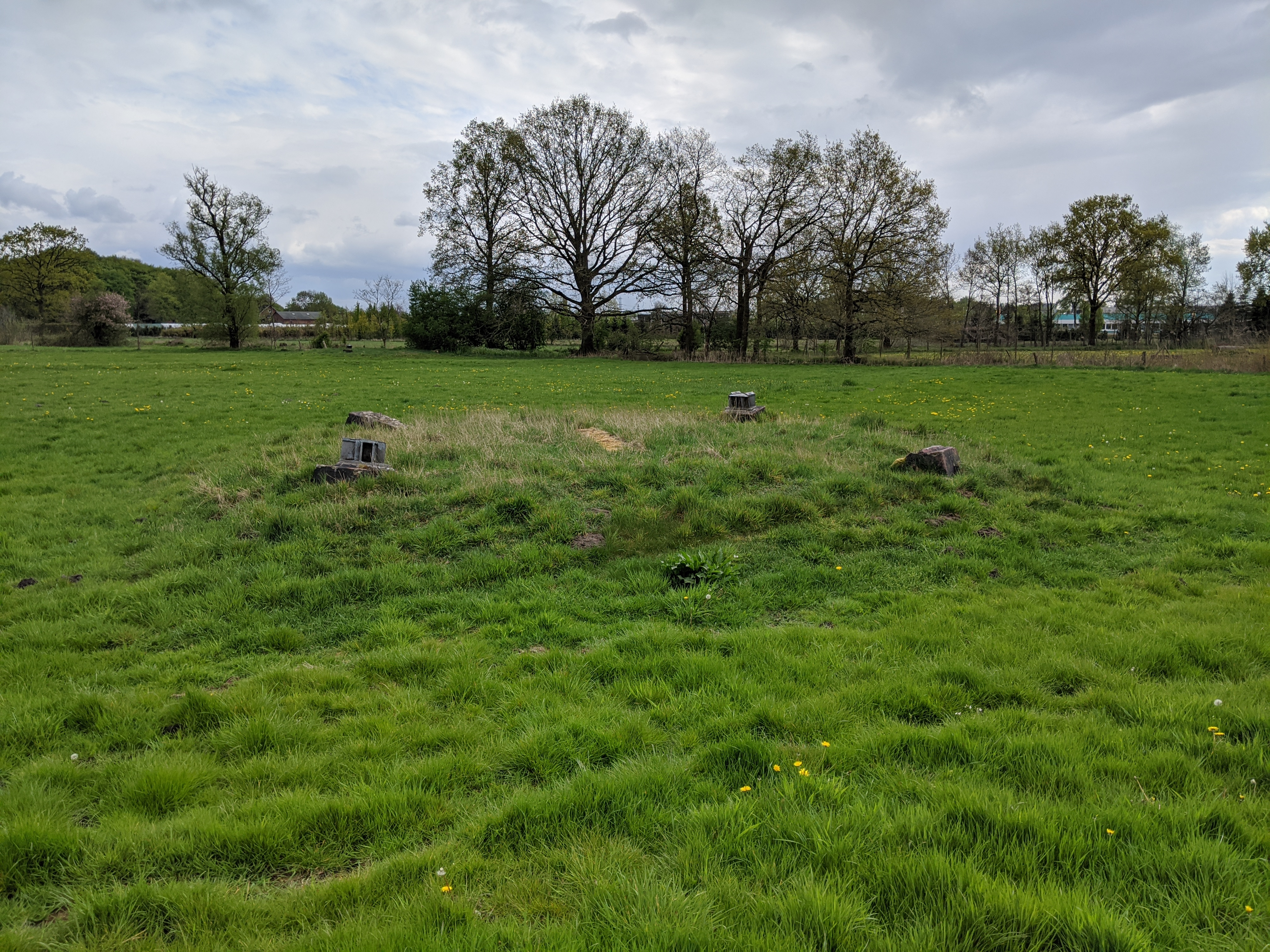
Reste eines Funkmastfundamentes südlich des Gebäudekomplexes

In den Jahren ab ca. 1980 war die Aufteilung der einzelnen Bestandteile der Anlage wie folgt:
- Haus 1 – 18 Telefunken-Sender mit jeweils 20 kW Sendeleistung
- Haus 2 –   Messplatz, die Vorstufen und die Fernwirkanlage (zur Fernsteuerung einiger Sender durch Norddeich Radio)
- Haus 3 und 4 – Lagerraum
- Haus 5, – Verwaltung, Kantine und Sendesaal für 6 Sender mit 20 kW und 2 Sender mit 100 kW Sendeleistung
- Dieselhaus – Stromversorgung mit dem Dieselnotstromaggregat

Die Antennenanlage bestand hauptsächlich aus Rhombusantennen mit fester Ausrichtung nach Südamerika/Karibik, Nahost und Fernost/Australien. Daneben gab es auch rundstrahlende breitbandige Diskonantennen und Reusenantennen für das Zielgebiet Europa. Weiter gab es 3 drehbare LP-Antennen, eine für 100 kW und zwei für 20 kW Sendeleistung. Zur Anpassung der Sendeendstufen auf die symmetrischen Antennenspeiseleitungen waren im Außenbereich entsprechende Impedanz- und Symmetrierwandler (STL)  (Baluns) aufgebaut.
1996 wurde der Sendebetrieb eingestellt und die Antennenanlagen wurden abgebaut. Das Gelände wurde im Jahre 2012 von einem Investor erworben.

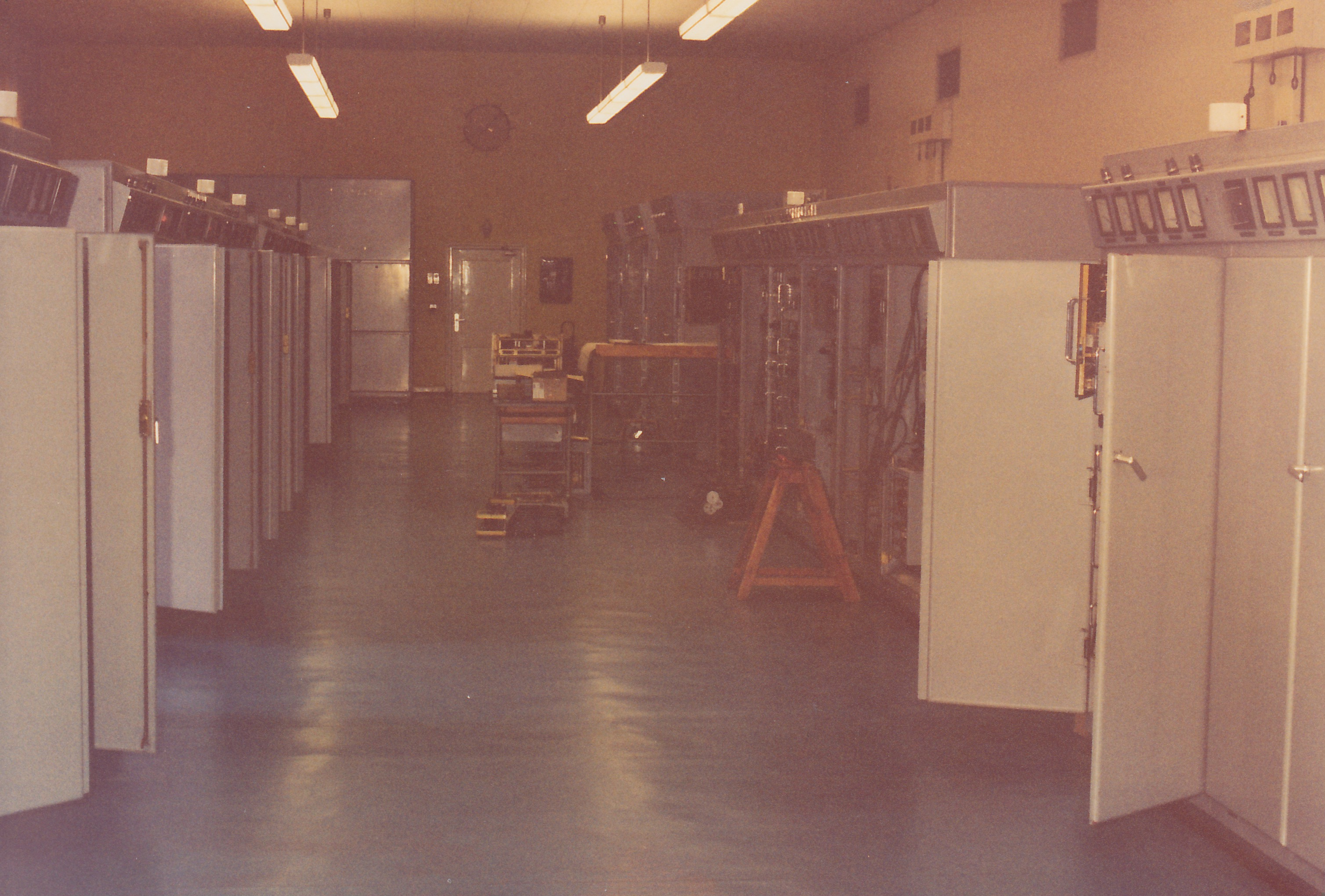
Sendesaal Haus1 aus dem Jahre 1983

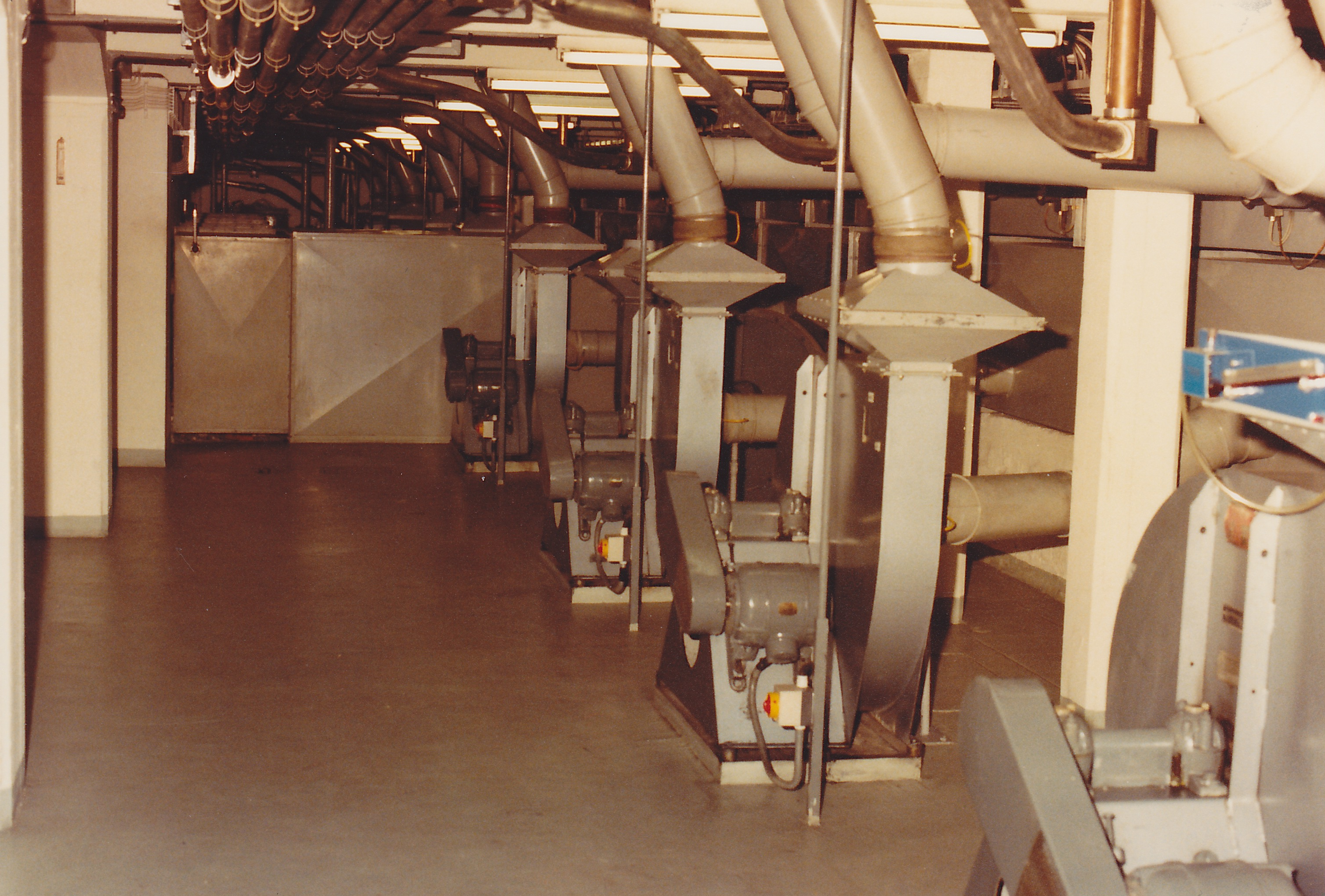
Keller Haus1 Lüfter für die Sender 551 bis 559

Luftbildaufnahme der Sendefunkstelle Elmshorn aus dem Jahre 1960 beim Stadtarchiv Elmshorn

Link zum Bild